# BWF International Challenge 2010
Die BWF International Challenge 2010 war die vierte Auflage der BWF International Challenge im Badminton.

## Turniere und Sieger
| Veranstaltung | Herreneinzel             | Dameneinzel               | Herrendoppel                                  | Damendoppel                               | Mixed                                       |
| ------------- | ------------------------ | ------------------------- | --------------------------------------------- | ----------------------------------------- | ------------------------------------------- |
| Schweden      | Indra Bagus Ade Chandra  | Kaori Imabeppu            | Chris Langridge Robin Middleton               | Helle Nielsen Marie Røpke                 | Mads Pieler Kolding Britta Andersen         |
| Iran          | Sai Praneeth Bhamidipati | Rie Eto                   | Sai Praneeth Bhamidipati Pranav Chopra        | Rie Eto Yu Wakita                         | nicht ausgetragen                           |
| Österreich    | Andre Kurniawan Tedjono  | Fransisca Ratnasari       | Viki Indra Okvana Ardiansyah Putra            | Rie Eto Yu Wakita                         | Valeriy Atrashchenkov Elena Prus            |
| Polen         | Pablo Abián              | Kana Ito                  | Vladimir Ivanov Ivan Sozonov                  | Shinta Mulia Sari Yao Lei                 | Andrej Ashmarin Anastasia Prokopenko        |
| Vietnam       | Hsueh Hsuan-yi           | Lee Hyun-jin              | Goh V Shem Teo Kok Siang                      | Jung Kyung-eun Yoo Hyun-young             | Hendri Kurniawan Saputra Vanessa Neo Yu Yan |
| Niederlande   | Rune Ulsing              | Karina Jørgensen          | Mads Conrad-Petersen Mads Pieler Kolding      | Samantha Barning Eefje Muskens            | Anders Skaarup Rasmussen Anne Skelbæk       |
| Japan         | Sho Sasaki               | Wang Rong                 | Hirokatsu Hashimoto Noriyasu Hirata           | Mizuki Fujii Reika Kakiiwa                | Kenichi Hayakawa Shizuka Matsuo             |
| Peru          | Yuichi Ikeda             | Manami Ebuchi             | Adrian Liu Derrick Ng                         | Nicole Grether Charmaine Reid             | Toby Ng Grace Gao                           |
| Kanada        | Kęstutis Navickas        | Hitomi Oka                | Ruud Bosch Koen Ridder                        | Nicole Grether Charmaine Reid             | Toby Ng Grace Gao                           |
| Finnland      | Raul Must                | Anastasia Prokopenko      | Sébastien Vincent Laurent Constantin          | Barbara Matias Elisa Chanteur             | Mikkel Delbo Larsen Mie Schjøtt-Kristensen  |
| Spanien       | Eric Pang                | Juliane Schenk            | Peter Käsbauer Oliver Roth                    | Emelie Lennartsson Emma Wengberg          | Sam Magee Chloe Magee                       |
| Malediven     | Anand Pawar              | Trupti Murgunde           | Sulehri Kashif Ali Rizwan Azam                | Chinami Okui Yukie Sumida                 | Kennevic Asuncion Karyn Velez               |
| Laos          | Tommy Sugiarto           | Nitchaon Jindapol         | Patipat Chalardchaleam Nipitphon Puangpuapech | Rie Eto Yu Wakita                         | Kennevic Asuncion Kennie Asuncion           |
| Russland      | Ivan Sozonov             | Tatyana Bibik             | Adam Cwalina Michał Łogosz                    | Valeria Sorokina Nina Vislova             | Evgeny Dremin Anastasia Russkikh            |
| Indonesien    | Alamsyah Yunus           | Rosaria Yusfin Pungkasari | Muhammad Ulinnuha Berry Angriawan             | Della Destiara Haris Suci Rizky Andini    | Hendra Mulyono Ayu Rahmasari                |
| Ukraine       | Ivan Sozonov             | Larisa Griga              | Adam Cwalina Michał Łogosz                    | Mariya Ulitina Natalya Voytsekh           | Valeriy Atrashchenkov Elena Prus            |
| Belgien       | Marc Zwiebler            | Juliane Schenk            | Ingo Kindervater Johannes Schöttler           | Sandra Marinello Birgit Overzier          | Michael Fuchs Birgit Overzier               |
| Tschechien    | Ajay Jayaram             | Karina Jørgensen          | Chris Langridge Robin Middleton               | Selena Piek Iris Tabeling                 | Anders Skaarup Rasmussen Anne Skelbæk       |
| Bulgarien     | Przemysław Wacha         | Petya Nedelcheva          | Marcus Ellis Peter Mills                      | Petya Nedelcheva Anastasia Russkikh       | Jevgenij Dremin Anastasia Russkikh          |
| Taiwan        | Pakkawat Vilailak        | Chiang Pei-hsin           | Bodin Isara Maneepong Jongjit                 | Chou Chia-chi Tsai Pei-ling               | Su Yi-neng Lai Chia-wen                     |
| Malaysia      | Tommy Sugiarto           | Ayane Kurihara            | Lim Khim Wah Goh V Shem                       | Chin Eei Hui Lai Pei Jing                 | Lim Khim Wah Chong Sook Chin                |
| Brasilien     | Hock Lai Lee             | Ana Rovita                | Didit Juang Indrianto Seiko Wahyu Kusdianto   | Eva Lee Paula Obanana                     | Halim Haryanto Eva Lee                      |
| Italien       | Przemysław Wacha         | Olga Konon                | Anthony Clark Chris Langridge                 | Selena Piek Iris Tabeling                 | Chris Adcock Imogen Bankier                 |
| Norwegen      | Hans-Kristian Vittinghus | Olga Konon                | Ingo Kindervater Johannes Schöttler           | Lotte Jonathans Paulien van Dooremalen    | Michael Fuchs Birgit Overzier               |
| Bahrain       | Tommy Sugiarto           | Anne Hald                 | Rupesh Kumar Sanave Thomas                    | Charmaine Reid Nicole Grether             | Viki Indra Okvana Gustiani Megawati         |
| Schottland    | Anand Pawar              | Tatyana Bibik             | Marcus Ellis Peter Mills                      | Jenny Wallwork Gabrielle White            | Chris Adcock Imogen Bankier                 |
| Türkei        | Przemysław Wacha         | Judith Meulendijks        | Vladimir Ivanov Ivan Sozonov                  | Anastasia Chervyakova Maria Korobeyinkova | Mads Pieler Kolding Julie Houmann           |
| Indien        | Alamsyah Yunus           | P. C. Thulasi             | Joko Riyadi Yoga Ukikasah                     | Savitree Amitrapai Nessara Somsri         | Patipat Chalardchaleam Savitree Amitrapai   |